# Zest TV
Zest TV – polskojęzyczny tematyczny kanał telewizyjny poświęcony erotyce i rozrywce.

## Historia
Kanał rozpoczął nadawanie 15 stycznia 2014 roku wraz z siostrzanym kanałem Motowizja. Stacja nadawała codziennie w godzinach 23:00-05:00. W ofercie stacji znajdował się programy erotyczne soft oraz programy rozrywkowe, m.in. relacje z klubów nocnych, magazyn poradnikowy jak podrywać kobiety, program o sportach ekstremalnych. W Polsce stacja dostępna była w ofercie Platforma Canal+ i TNTV. Kanał zakończył nadawanie 1 lutego 2020. Ostatnim programem nadawanym na tym kanale był Skradzione chwile. 